# 冰行星

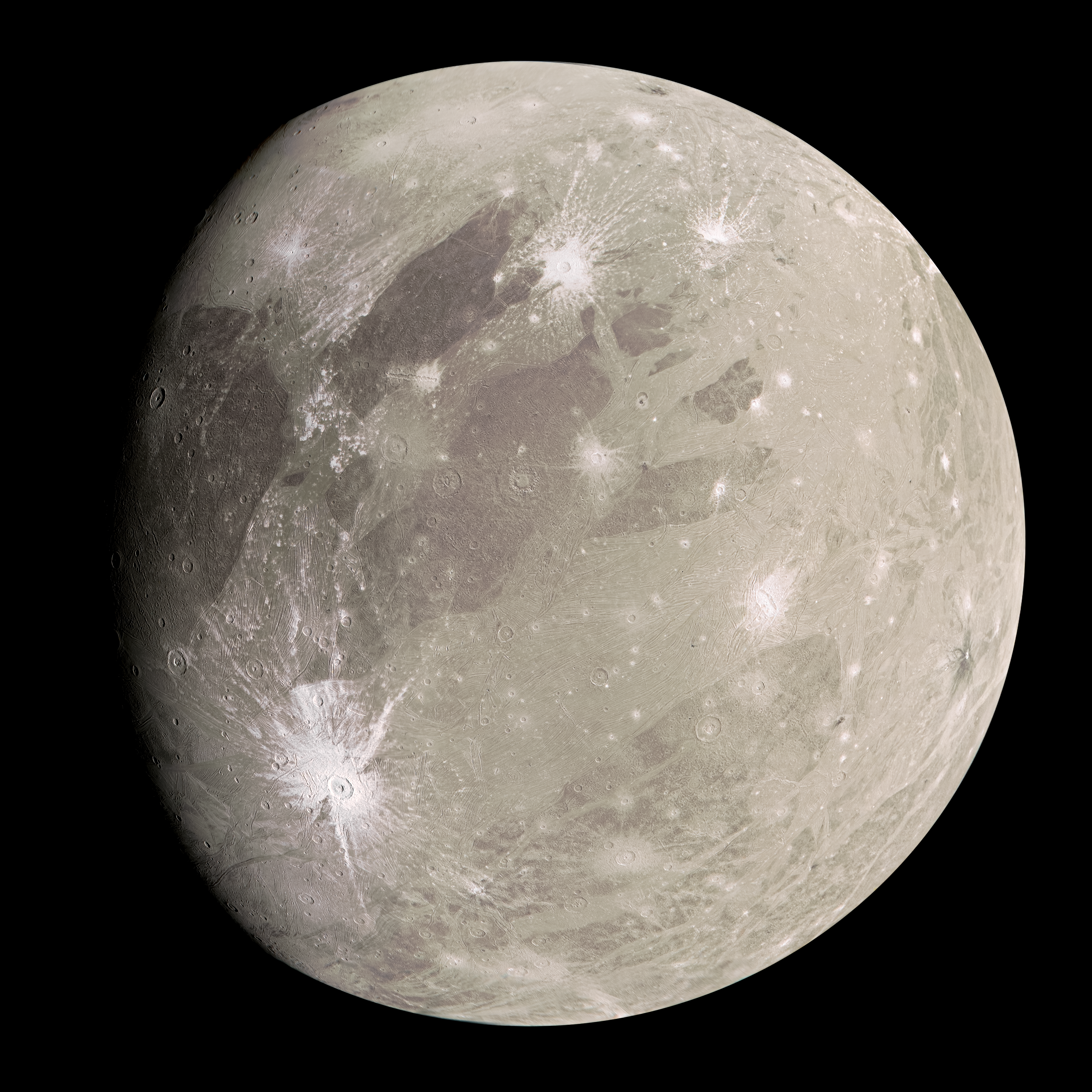
木卫三，太阳系中已知最大的固态冰质天体

冰行星是一种具有低温冰质表面的行星，其表面含有水、氨和甲烷等挥发物。冰行星表面为全球冰冻圈。
根据行星的地球物理学定义，太阳系的中型冰冷天体可以视为冰行星。这些包括大多数行星质量的卫星，例如木卫三、土卫六、土卫二和海卫一；还有已知的矮行星，例如谷神星、冥王星和阋神星。2020年6月，美国宇航局的科学家报告称，根据数学模型研究，具有海洋的系外行星很可能在银河系中较为常见，其中一些海洋可能位于地表冰层之下。  

## 特征和宜居性

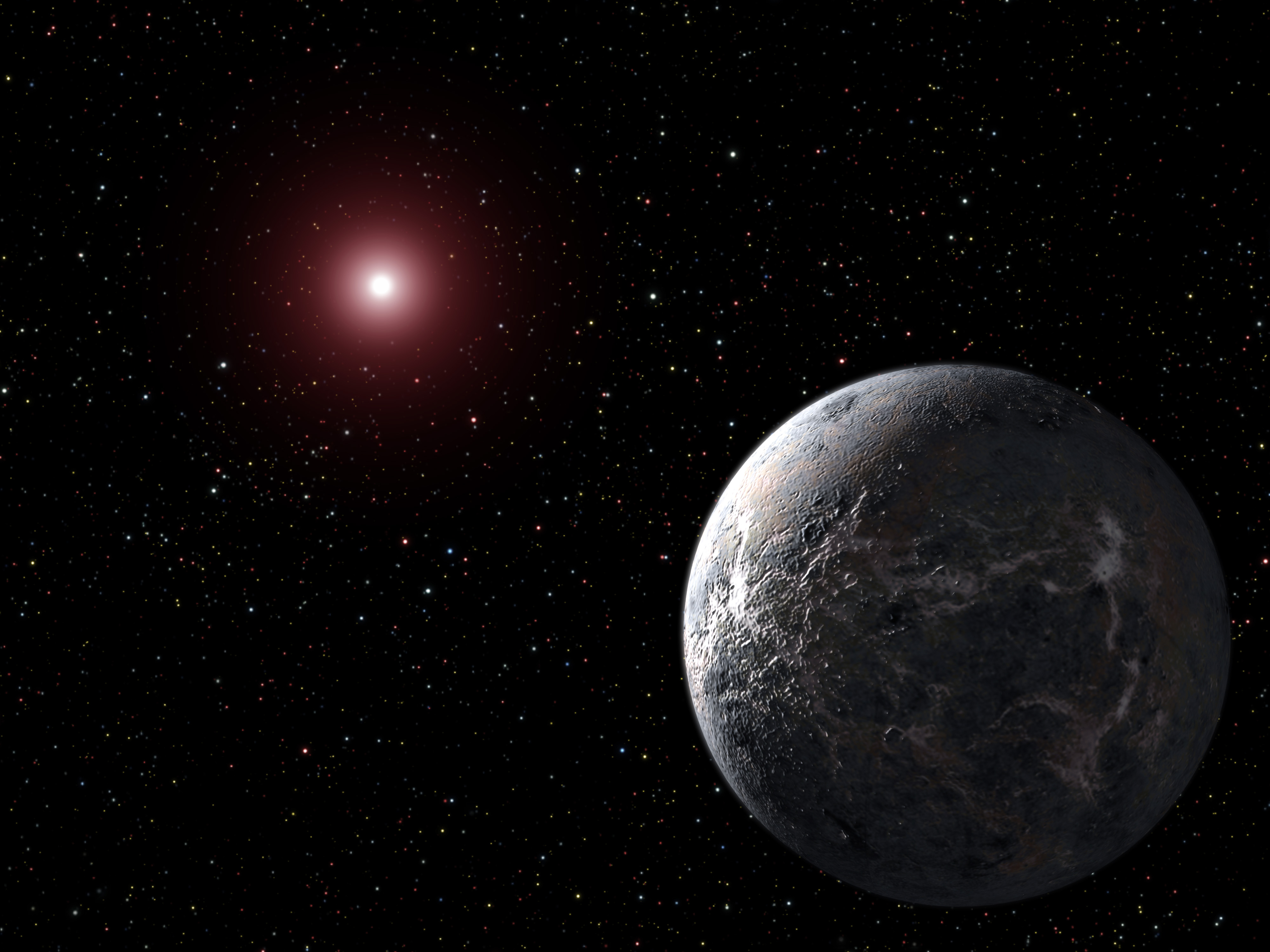
OGLE-2005-BLG-390Lb，一颗潜在的冰行星

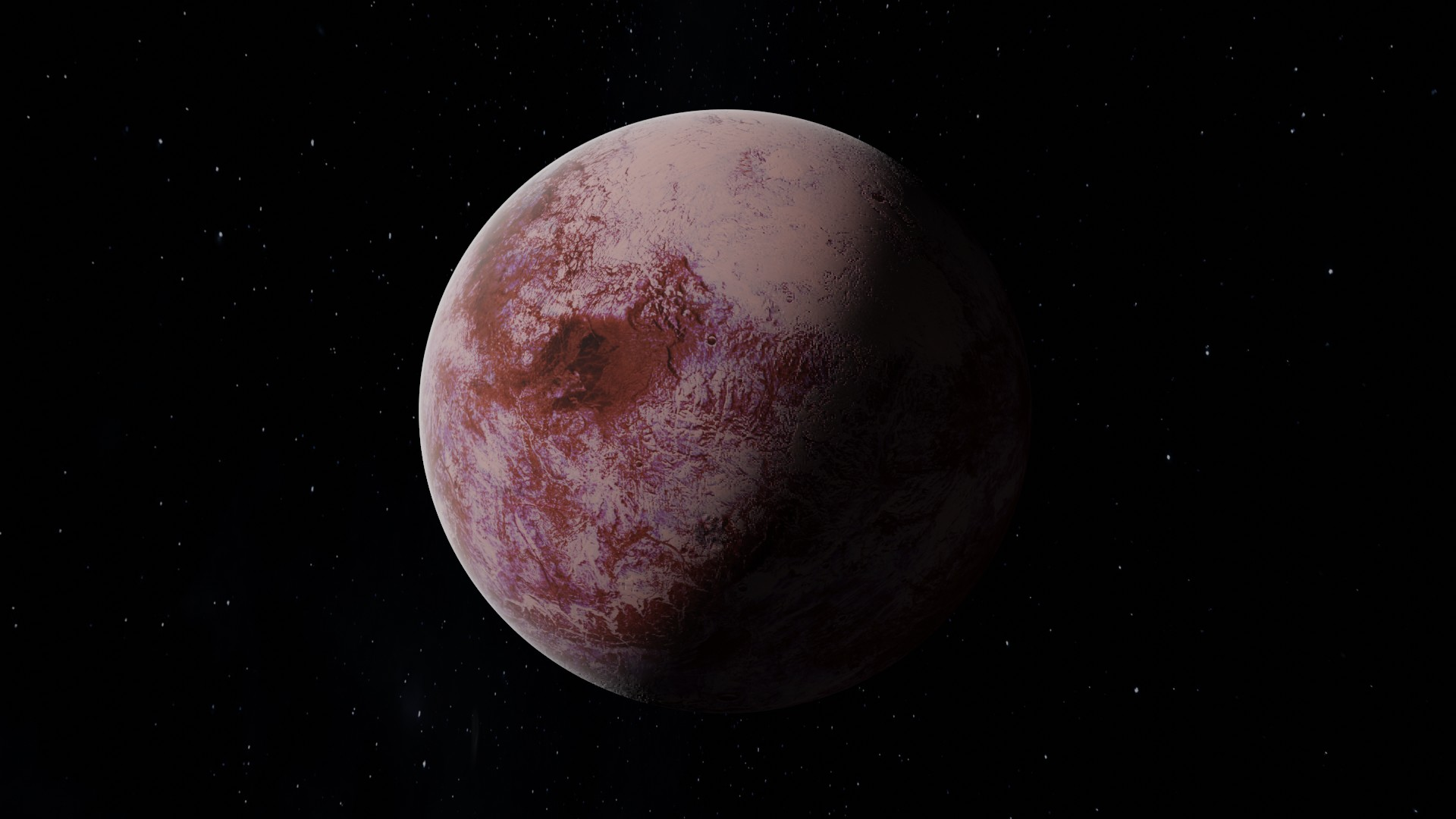
OGLE-2013-BLG-0341LB b

冰行星的表面可能由水、甲烷、氨、二氧化碳（称为“干冰”）、一氧化碳、氮和其他挥发物组成，具体取决于其表面温度。冰行星的表面温度如果主要由水组成将低于 260 K (-13 °C) ，如果主要由二氧化碳和氨组成低于 180 K (-93 °C) ，如果主要由甲烷组成低于 80 K (-193 °C) 。
从表面上看，冰行星对起源于地球的绝大多数生命形式非常严酷，因为它们非常寒冷。然而，许多冰行星可能有地下海洋，由内热或其他天体（如恒星、卫星）的潮汐力加热。液态地下水将为生命提供宜居条件，包括鱼类、浮游生物和微生物。已知的地下植物不可能存在，因为没有阳光可用于光合作用。微生物可以使用可以为其他生物提供食物和能量的特定化学物质（化学合成）产生营养。如果条件合适，一些冰行星可能具有浓厚的大气层和大量表面液体，例如土卫六，它们可能适合潜在的外星生命形式居住。

## 对象和候选天体
尽管太阳系中有许多冰冷的天体，但它们都不符合IAU 对行星的定义。然而，大多数行星质量卫星是冰-岩石混合体（例如木卫三、木卫四、土卫二、土卫六、海卫一）甚至主要由冰构成（例如土卫一、土卫三、土卫八），属于符合地球物理学定义的冰行星。最大的柯伊伯带天体（例如冥王星和冥卫一）也符合地球物理学定义。由于其表面的冰，木卫二也经常被认为是一颗冰行星，尽管它的高密度表明它的内部主要是岩石。离散盘天体阋神星也是如此。 
潜在的太阳系外冰行星包括OGLE-2005-BLG-390Lb 、 OGLE-2013-BLG-0341LB b 和MOA-2007-BLG-192Lb等 。